# Mauria sericea
Mauria sericea är en sumakväxtart som beskrevs av Ludwig Eduard Loesener. Mauria sericea ingår i släktet Mauria och familjen sumakväxter. Inga underarter finns listade i Catalogue of Life.